# Stadion Wankdorf
Stadion Wankdorf – stadion piłkarski w Bernie, Szwajcaria. Swoje mecze rozgrywa tu BSC Young Boys. Aktualnie jest on drugim co do ilości miejsc siedzących stadionem w Szwajcarii. Były tu rozgrywane mecze podczas Euro 2008.

## Historia
Stadion Stade de Suisse został zbudowany na miejscu starego stadionu Wankdorfstadion, który został zburzony w 2001 roku. Stadion został oficjalnie otwarty 30 lipca 2005, jednakże pierwszy mecz został na nim rozegrany 16 lipca 2005. Drużyna gospodarzy (BSC Young Boys) podejmowała Olympique Marseille, goście wygrali wynikiem 2:3. Spotkanie zostało rozegrane głównie jako test dla stadionu, dlatego też sprzedano jedynie 14 tysięcy biletów.
W 2005 jako spotkania na własnym stadionie zespół FC Thun rozegrał tutaj trzy mecze Ligi Mistrzów oraz jeden Pucharu UEFA.
Oficjalnie rekord frekwencyjny stadionu to 31.120 widzów podczas meczu półfinałowego pucharu Szwajcarii BSC Young Boys przeciwko FC Basel rozgrywanego 16 kwietnia 2009 (zespół BSC Young Boys wygrał po rzutach karnych i awansował do finału z FC Sion).
Latem 2020 stadion wrócił do historycznej nazwy Stadion Wankdorf.